# Comuna de Kuczbork-Osada
Kuczbork-Osada (polaco: Gmina Kuczbork-Osada) é uma gminy (comuna) na Polónia, na voivodia de Mazóvia e no condado de Żuromiński. A sede do condado é a cidade de Kuczbork-Osada.
De acordo com os censos de 2004, a comuna tem 5058 habitantes, com uma densidade 41,6 hab/km².

## Área
Estende-se por uma área de 121,64 km², incluindo:
- área agricola: 78%
- área florestal: 16%

## Demografia
Dados de 30 de Junho 2004:
|                      | Total   | Total | Mulheres | Mulheres | Homens  | Homens |
| -------------------- | ------- | ----- | -------- | -------- | ------- | ------ |
|                      | pessoas | %     | pessoas  | %        | pessoas | %      |
| População            | 5058    | 100   | 2530     | 50       | 2528    | 50     |
| Densidade (pop./km²) | 41,6    | 100   | 20,8     | 20,8     | 20,8    | 20,8   |

De acordo com dados de 2002, o rendimento médio per capita ascendia a 1272,91 zł.

## Comunas vizinhas
- Działdowo, Lipowiec Kościelny, Lubowidz, Płośnica, Szreńsk, Żuromin